# Itamar Franco
Pour les articles homonymes, voir Franco.
Itamar Augusto Cautiero Franco, né le 28 juin 1930 et mort le 2 juillet 2011 à São Paulo, est un homme d'État brésilien, vice-président de la République de 1990 à 1992 et président de la République de 1992 à 1995.
Ingénieur civil de profession, il commence sa carrière politique au sein du Parti travailliste brésilien (PTB), sous les couleurs desquelles il est battu aux élections locales de 1958 et 1962 à Juiz de Fora.
Après avoir rejoint le Mouvement démocratique brésilien (MDB) au début de la dictature militaire, il est maire de Juiz de Fora (1967-1971, 1973-1974) et sénateur fédéral pour le Minas Gerais (1975-1990). En 1986, il quitte le Parti du mouvement démocratique brésilien (ex-MDB) pour rejoindre le Parti libéral (PL).
Lors de l’élection présidentielle de 1989, il forme avec Fernando Collor un ticket soutenu par le Parti de la reconstruction nationale (PRN). Élu vice-président, il prend ses distances avec la politique économique adoptée par Collor. Lorsque celui-ci démissionne de la présidence de la République en 1992 pour éviter d’être destitué, Itamar Franco accède à la tête du pays après avoir exercé la fonction pendant quelques mois par intérim.
Pendant sa présidence, un référendum a lieu sur la forme du gouvernement au Brésil : le résultat consacre le régime présidentiel plutôt que le parlementarisme (69 %) et la république plutôt que la monarchie (87 %). Sur le plan économique, le « plan Real » mis en œuvre par son ministre des Finances Fernando Henrique Cardoso parvient à stabiliser l'économie et rend ce dernier très populaire. Non candidat à l’élection présidentielle de 1994, il voit Henrique Cardoso lui succéder.
Devenu un farouche adversaire à son successeur, qui l'a nommé ambassadeur, il quitte plusieurs fois le PMDB et envisage un temps de se présenter à l’élection présidentielle de 1998, puis devient gouverneur de l’État du Minas Gerais (1993-2003). Il échoue en 2006 à devenir président du PMDB et à être élu sénateur fédéral. En 2010, année précédant sa mort à l’âge de 81 ans, il retrouve finalement un siège de sénateur du Minas Gerais.

## Biographie

### Jeunesse
Itamar Franco est né sur l'Ita, un bateau reliant Salvador de Bahia à Rio de Janeiro. Pour cette raison, ses parents le prénommèrent Itamar (Ita  - mar, mer en portugais). Sa famille est originaire de Juiz de Fora, dans le Minas Gerais, où il a grandi et a obtenu un diplôme d'ingénieur en travaux publics en 1955.

### Débuts en politique
Itamar a commencé sa carrière politique dans les années 1950 au sein du PTB (parti de gauche créé après la dictature en 1945), pour lequel il fut sans succès candidat au poste de conseiller municipal en 1958 et de vice-maire en 1962, lors d'élections tenues à Juiz de Fora.
En 1964, à l'avènement d'une junte militaire n'autorisant que deux partis politiques, Itamar Franco se lie au Mouvement démocratique brésilien (MDB), opposition officielle du régime dictatorial. Lors des municipales de 1966, il fut élu maire de Juiz de Fora.
Il exerça ses fonctions d'édile dans le cadre de deux mandatures courant respectivement de 1967 à 1971 puis de 1973 à 1974. Un an après le début de son second mandat, il démissionne afin de se présenter aux élections sénatoriales.

### Sénateur
Consécutivement à cette décision, il fut élu représentant de l'État du Minas Gerais, puis réélu à cette fonction en 1982.
Peu après la chute du système dictatorial, Itamar Franco quitte le MDB et s'affilie au Parti libéral (PL), pour lequel il se présente au gouverneurat de l’État du Minas Gerais en 1986. Battu aux élections, il retourne à son poste de sénateur jusqu'en 1990.

### Vice-président de la République
En 1989, Franco quitta le PL pour le Parti de la reconstruction nationale (PRN) afin d'être le colistier du candidat à l'élection présidentielle Fernando Collor. La victoire de ce dernier lui vaut l'accession à la vice-présidence.
En désaccord avec celui-ci, Franco menaça à plusieurs reprises de démissionner.

### Président de la République

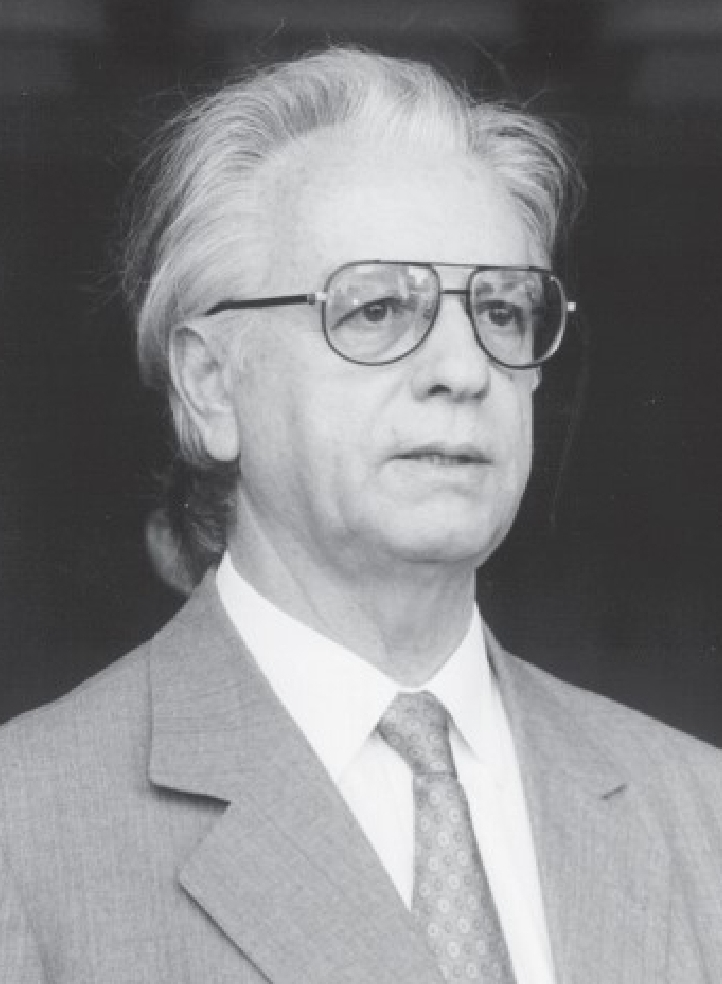
Itamar Franco en 1993.

En 1992, Fernando Collor est accusé de corruption et destitué par le Congrès. Itamar Franco est président de facto de septembre 1992 à décembre de la même année, puis, après la démission de Collor à la veille de sa destitution, assure la présidence de la République jusqu'en 1995.
Lorsque Franco prit le pouvoir, le Brésil subissait depuis plusieurs années une crise économique particulièrement sévère, caractérisée notamment par une hyperinflation (aux taux oscillant entre 1992 et 1993 de 1 100 % à 6 000 %). Itamar Franco introduisit le Plan Réal et nomma le ministre des Affaires étrangères Fernando Henrique Cardoso aux Finances. Ces deux mesures sont réputées avoir stabilisé l'économie et mis un terme à l'inflation. Le 18 octobre 1993, il proposa, sans succès, sa démission au Congrès contre l'organisation d'élections anticipées.

### Après la présidence
Lors de l'élection présidentielle de 1994, Franco soutient son ministre des Finances, Fernando Henrique Cardoso. Ce dernier remporte l'élection et nomme Franco ambassadeur au Portugal, puis représentant brésilien à l'Organisation des États américains à Washington, D.C. jusqu'en 1998. Cette proximité de départ n'empêcha pas Franco de critiquer sévèrement le plan de privatisation initié par le gouvernement Cardoso.
En 1998, Franco retourna au PMDB (Parti du mouvement démocratique brésilien, successeur du MDB) afin de concourir au poste de gouverneur du Minas Gerais. Élu, il exerça cette fonction jusqu'à 2002.
Lors des présidentielles de 2002, il soutint Lula da Silva contre José Serra, candidat du président Cardoso. Élu président, Lula nomme Itamar Franco ambassadeur en Italie. Il quitte cette fonction de lui-même en 2005. En 2009, il rejoint le Parti populaire socialiste.
En 2010, il est de nouveau élu sénateur, mais il mourut quelques mois plus tard, le 2 juillet 2011.